# Renault Kangoo

De Renault Kangoo is een ludospace en bestelwagen van de Franse autofabrikant Renault.

## Eerste generatie (1997-2007)
De auto werd gepresenteerd in 1997 als opvolger van de Renault Express. De Kangoo was beschikbaar in 4x4-versies, voor een betere grip op slechtere wegen. Er was een verlengde versie beschikbaar als bestelwagen en verder een pick-up die alleen in Zweden en Nederland werd verkocht. De Kangoo I werd geproduceerd in Maubeuge (Frankrijk) en in Santa Isabel, Córdoba (Argentinië).
De Kangoo werd gefacelift in maart 2003 (Phase II) met een nieuwe vormgeving van de voorkant, met name de grille, aangepast aan de rest van het Renault-programma met traanvormige koplampen en het Renault-embleem gemonteerd op een carrosseriekleurig paneel in het midden van de grille.
Een gerebadgede versie van de Kangoo-bestelwagen werd door Nissan als Nissan Kubistar verkocht tussen 1997 en 2009.

### Motoren
De Kangoo was/is beschikbaar met een keuze aan verschillende motoren:
- 1,2 liter-8v-benzinemotor (60 pk)
- 1,2 liter-16v-benzinemotor (75 pk)
- 1,4 liter-8v-benzinemotor (75 pk)
- 1,6 liter-16v-benzinemotor (95 pk), ook beschikbaar in de Kangoo 4x4
- 1,5 liter-dCi-turbodiesel (57-88 pk)
- 1,9 liter-D55-D65-dieselmotor (55/65 pk)
- 1,9 liter-dTi-turbodiesel (80 pk)
- 1,9 liter-dCi-turbodiesel (80/85 pk), alleen de Kangoo 4x4
- Lpg[bron?]
- Zero Emission (Z.E.) Elektrisch
- Zero Emission H2 (Z.E.H2) waterstof-elektrisch. Deze variant is ontwikkeld in samenwerking met[1] het Franse Symbio[2]. Bijzonder aan deze auto is dat het een hybride auto is in die zin dat de auto elektrisch kan laden zoals iedere batterij-elektrische auto én waterstof kan tanken.

### Argentijnse productie
Net als in Europa werd de Kangoo ook in 1997 voor het eerst door Renault Argentinië gebouwd voor de Zuid-Amerikaanse markt. In maart 2018 werd na 21 jaar de productie van eerste generatie Renault Kangoo in Argentinië stopgezet. De variant die in Argentinië werd gebouwd, is in 2014 nog een keer gefacelift. De tweede generatie Kangoo is in Argentinië nooit verkocht, op de Z.E. na die op zeer kleine schaal uit Europa werd gehaald.
Als opvolger is de Dacia Dokker aangewezen, maar het model zal in Zuid-Amerika als Renault New Kangoo worden verkocht. Net als in de rest van Zuid-Amerika heeft Dacia in Argentinië geen geschiedenis, daarom worden modellen van Dacia er onder Renault-vlag verkocht. Ook de New Kangoo zal in Santa Isabel worden gebouwd.

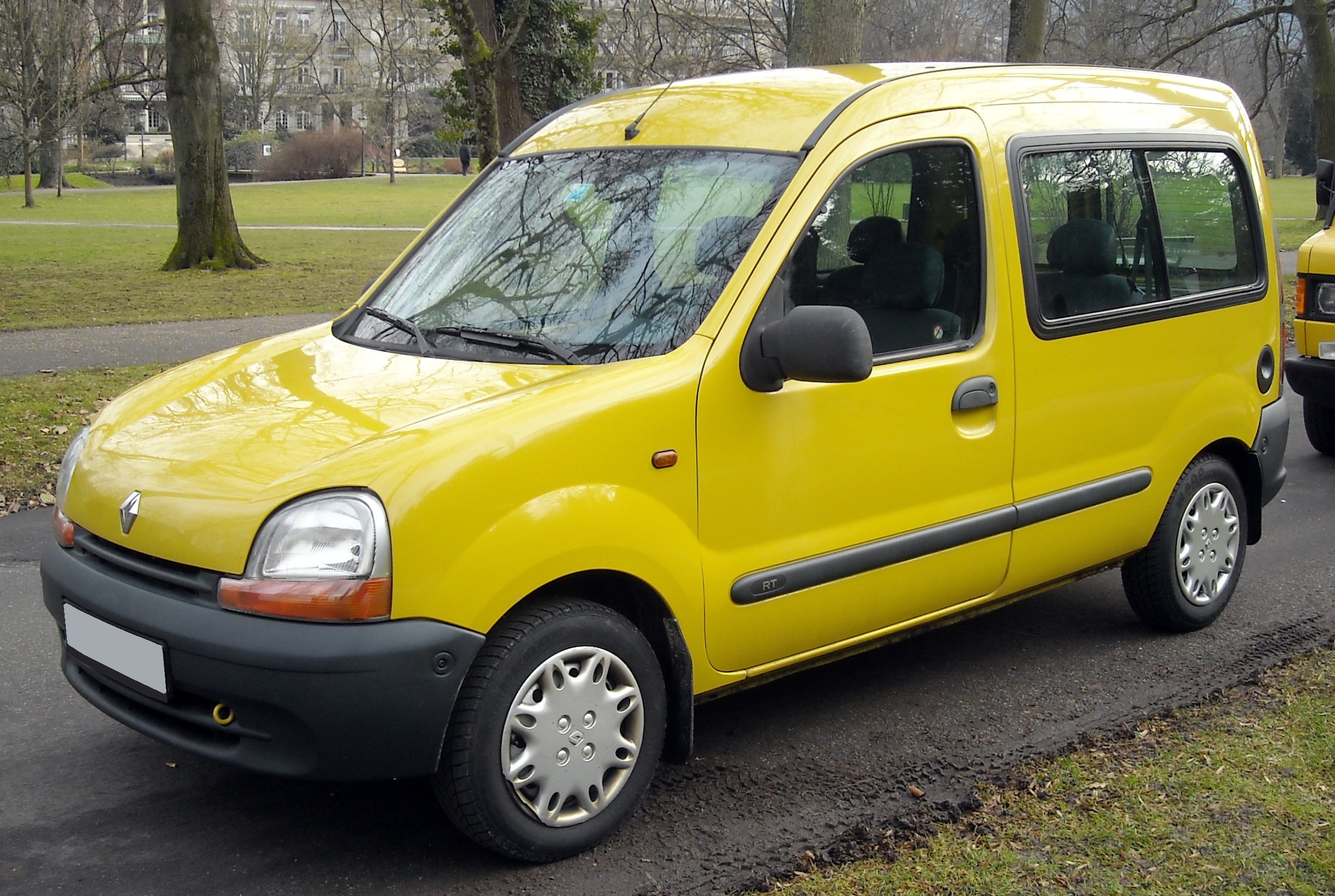
Kangoo I
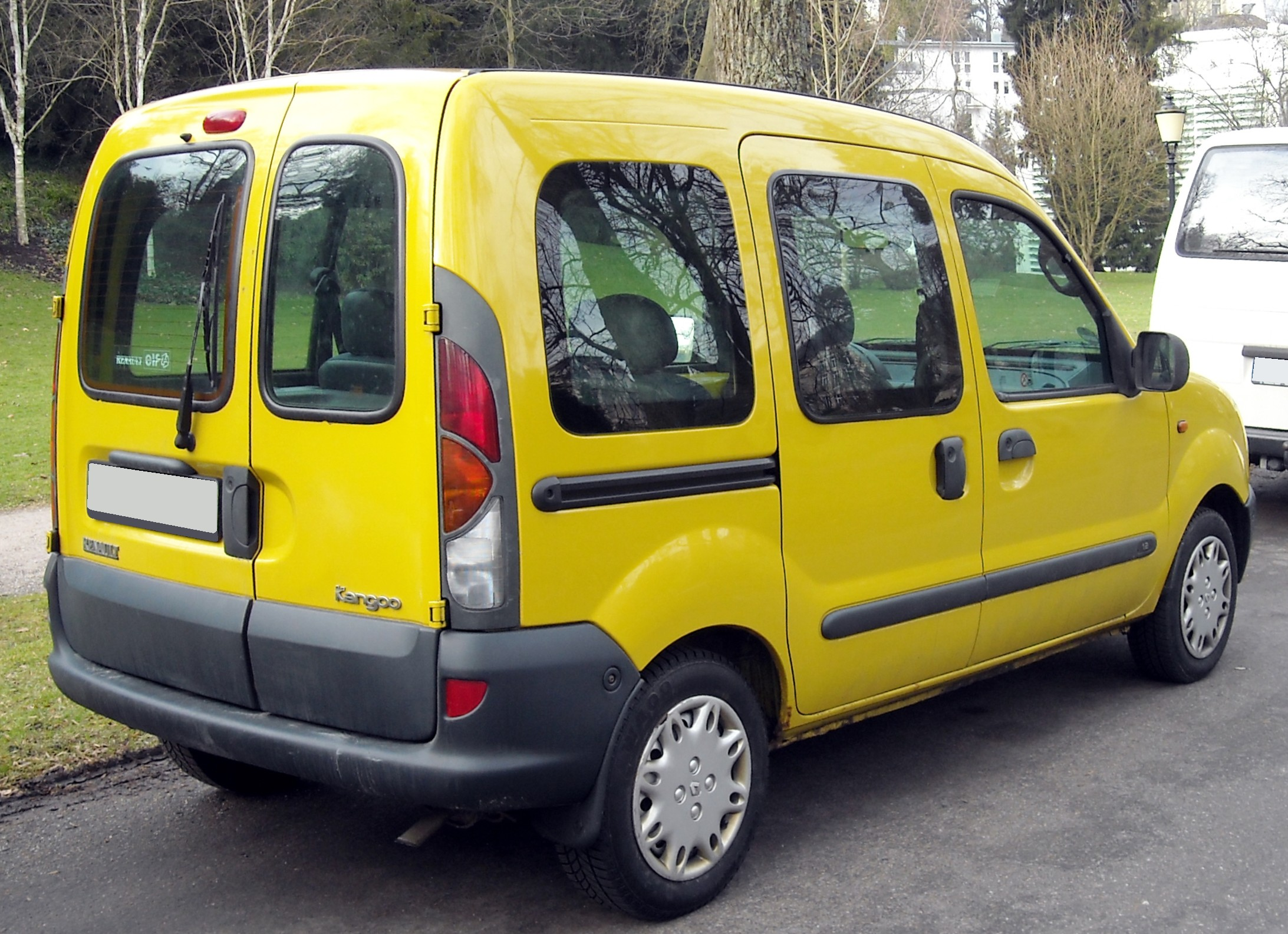
Kangoo I, achteraanzicht
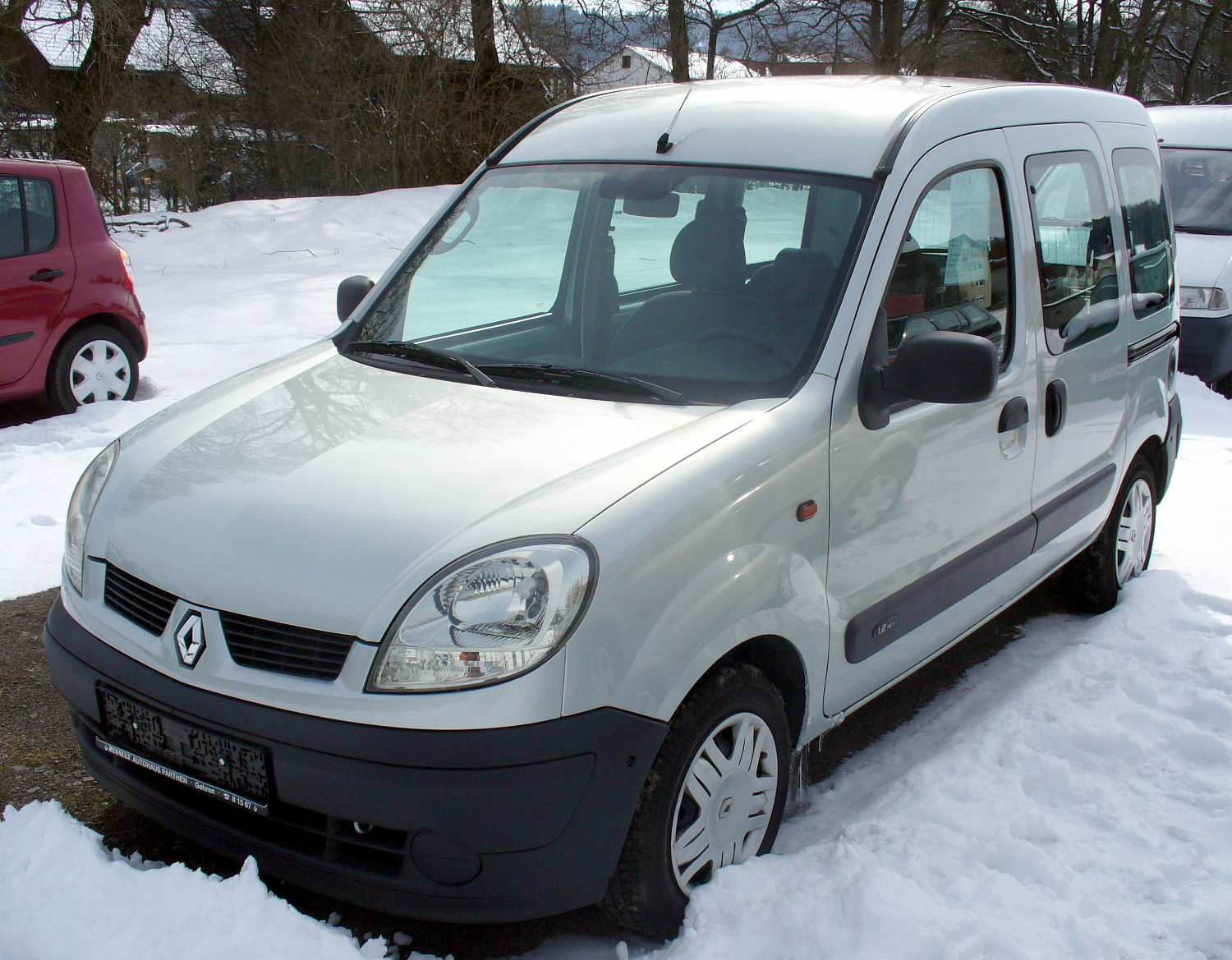
Kangoo I Phase II
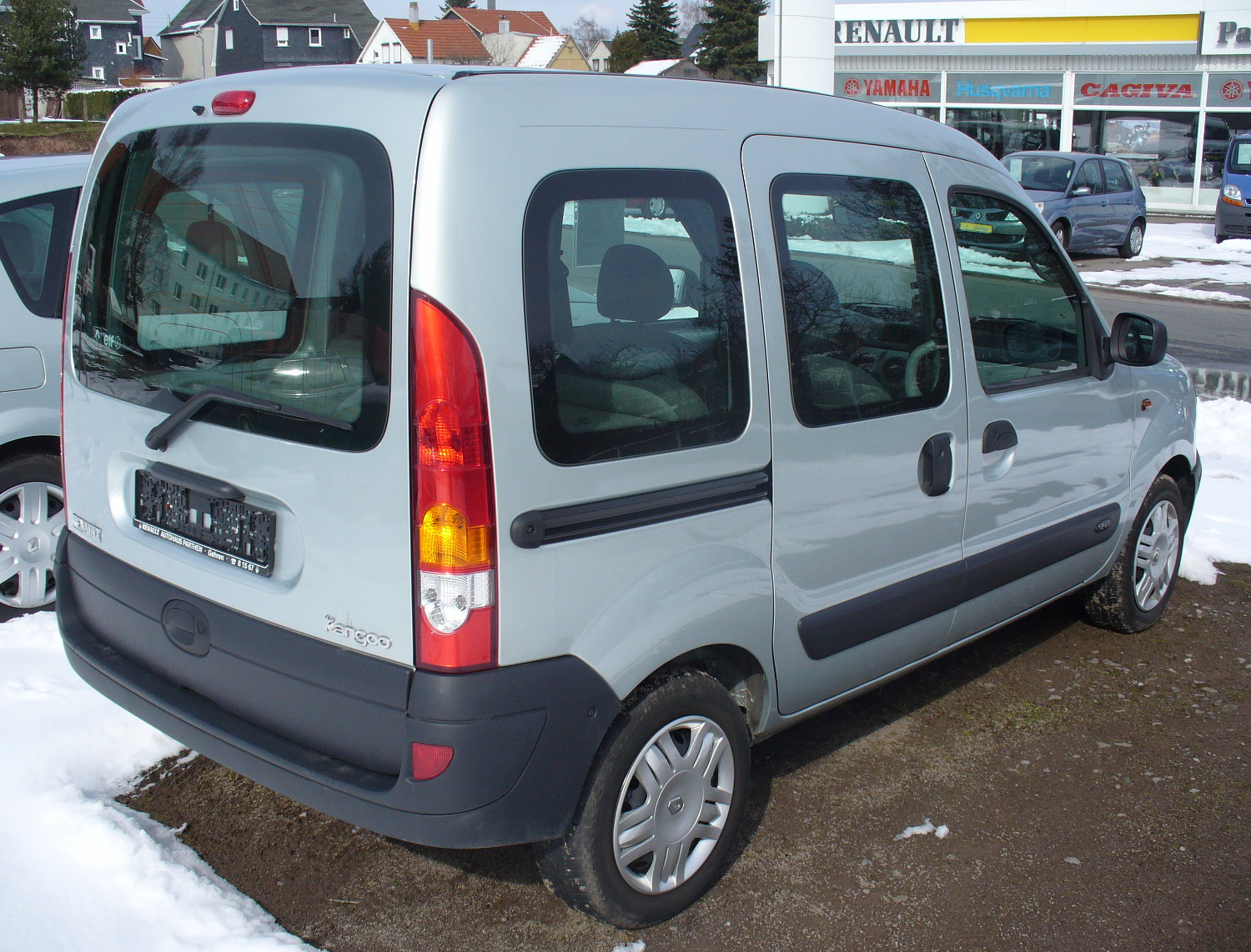
Kangoo I Phase II, achteraanzicht
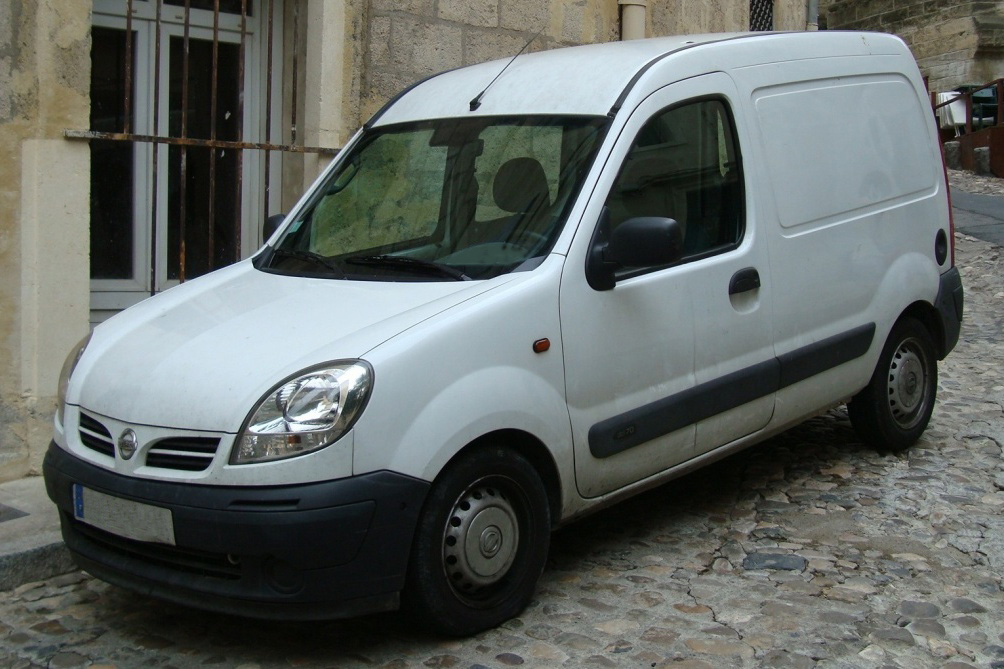
Nissan Kubistar

## Tweede generatie (2007-2021)
De Renault Kangoo II was de nieuwe generatie lichte bedrijfsvoertuigen het programma van Renault, gebaseerd op de Scénic en vervaardigd in Maubeuge. Het model wordt ook door Mercedes-Benz verkocht als de Mercedes-Benz Citan, met een herzien frontontwerp dat in september 2012 werd geïntroduceerd. Vanaf 2018 bracht Nissan het model op de markt als de Nissan NV250.
De Kangoo II is verkrijgbaar in uitvoeringen met drie wielbases: de Kangoo Express, de Kangoo Compact met een kortere wielbasis en de Kangoo Express Maxi met een langere wielbasis. Alle drie worden ook geproduceerd in passagiersversies (ludospace).
Als onderdeel van zijn Z.E.-initiatief (Zero Emission) voor elektrische auto's heeft Renault de Kangoo Z.E. ontwikkeld, de elektrische bestelwagen wordt aangeboden sinds oktober 2011.
Een facelift-versie van zowel de bestelwagen- als de passagiersversie kwam beschikbaar vanaf het begin van 2013.

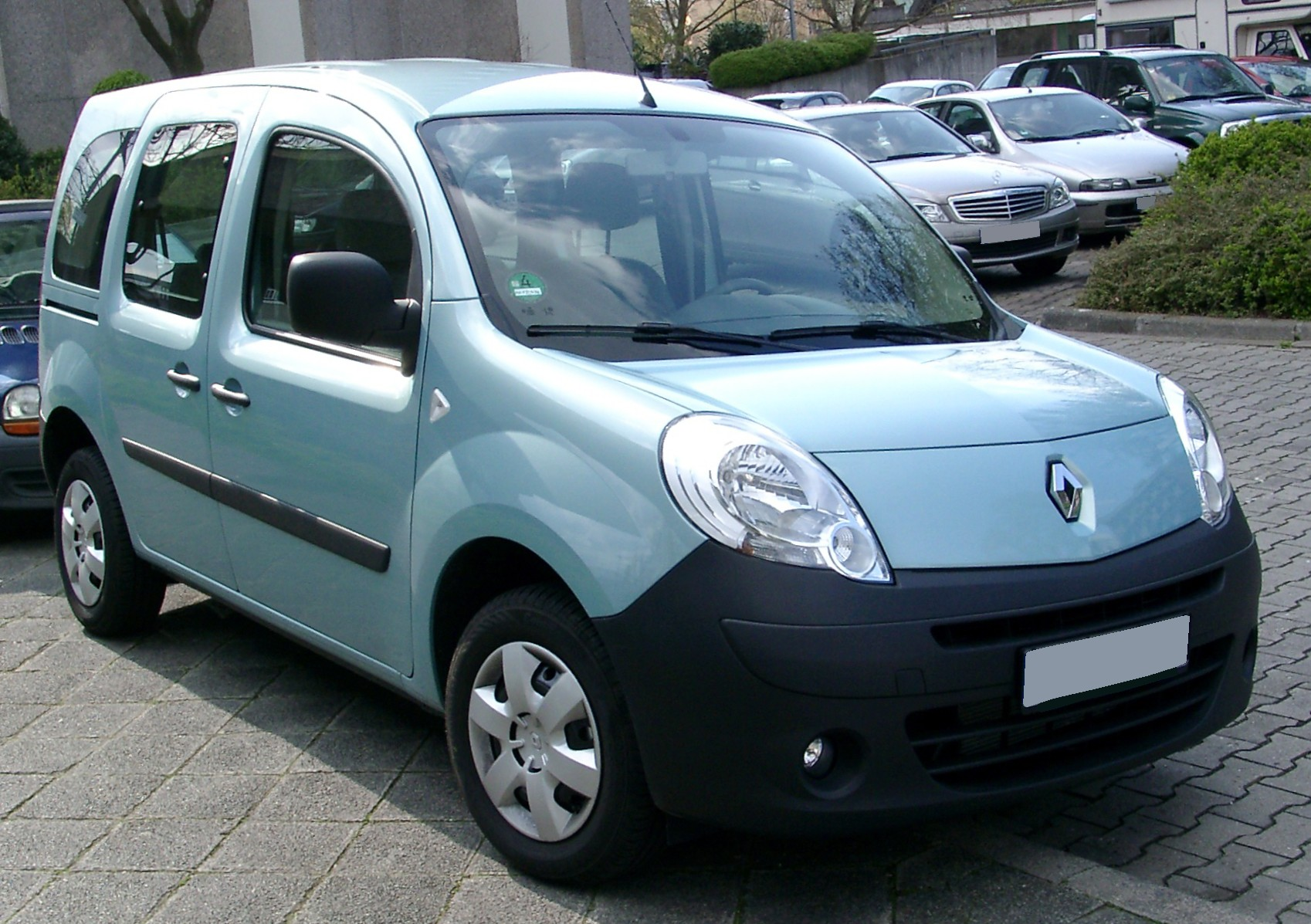
Kangoo II
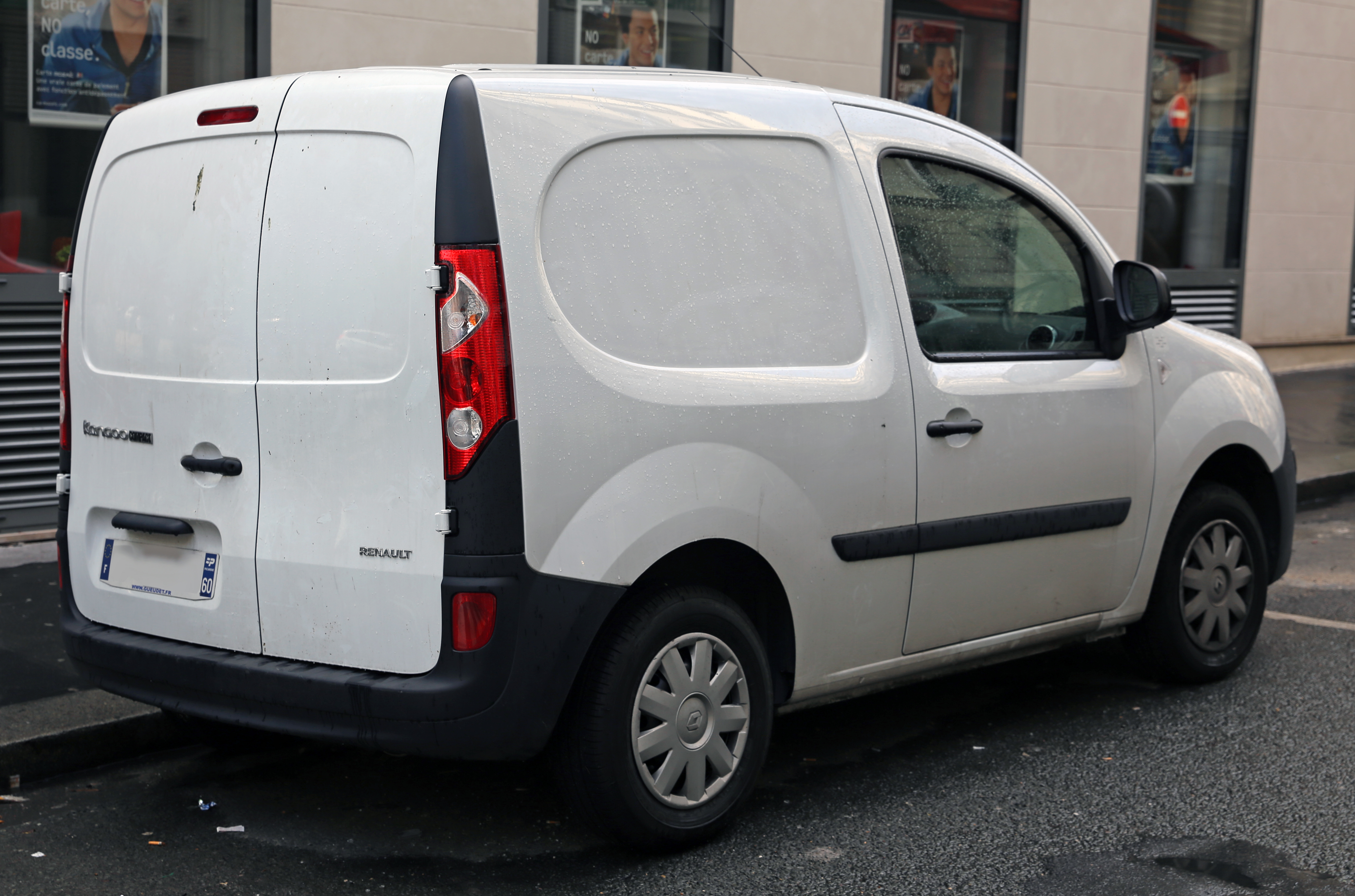
Kangoo II Compact
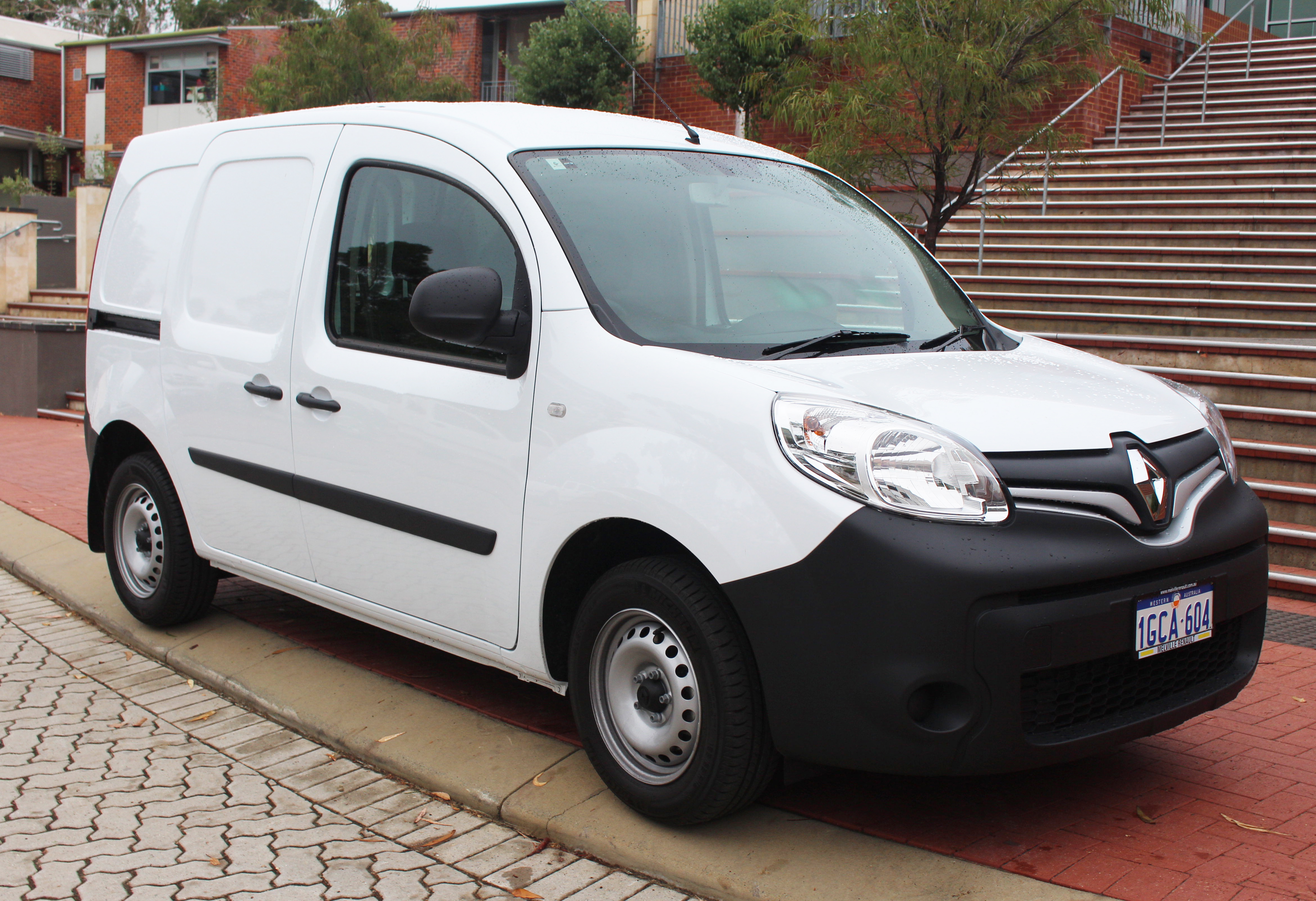
Kangoo II (facelift)
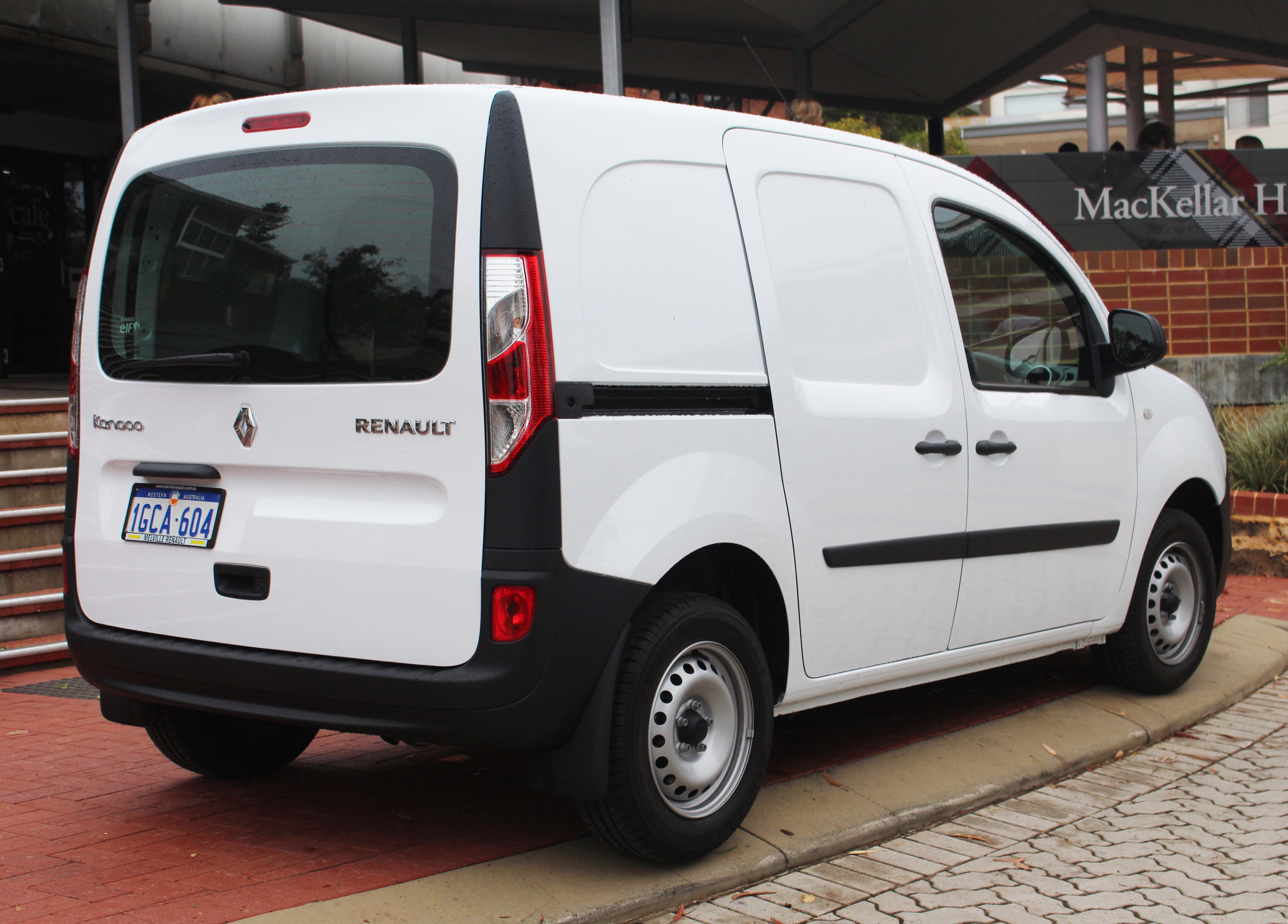
Kangoo II, achteraanzicht (facelift)
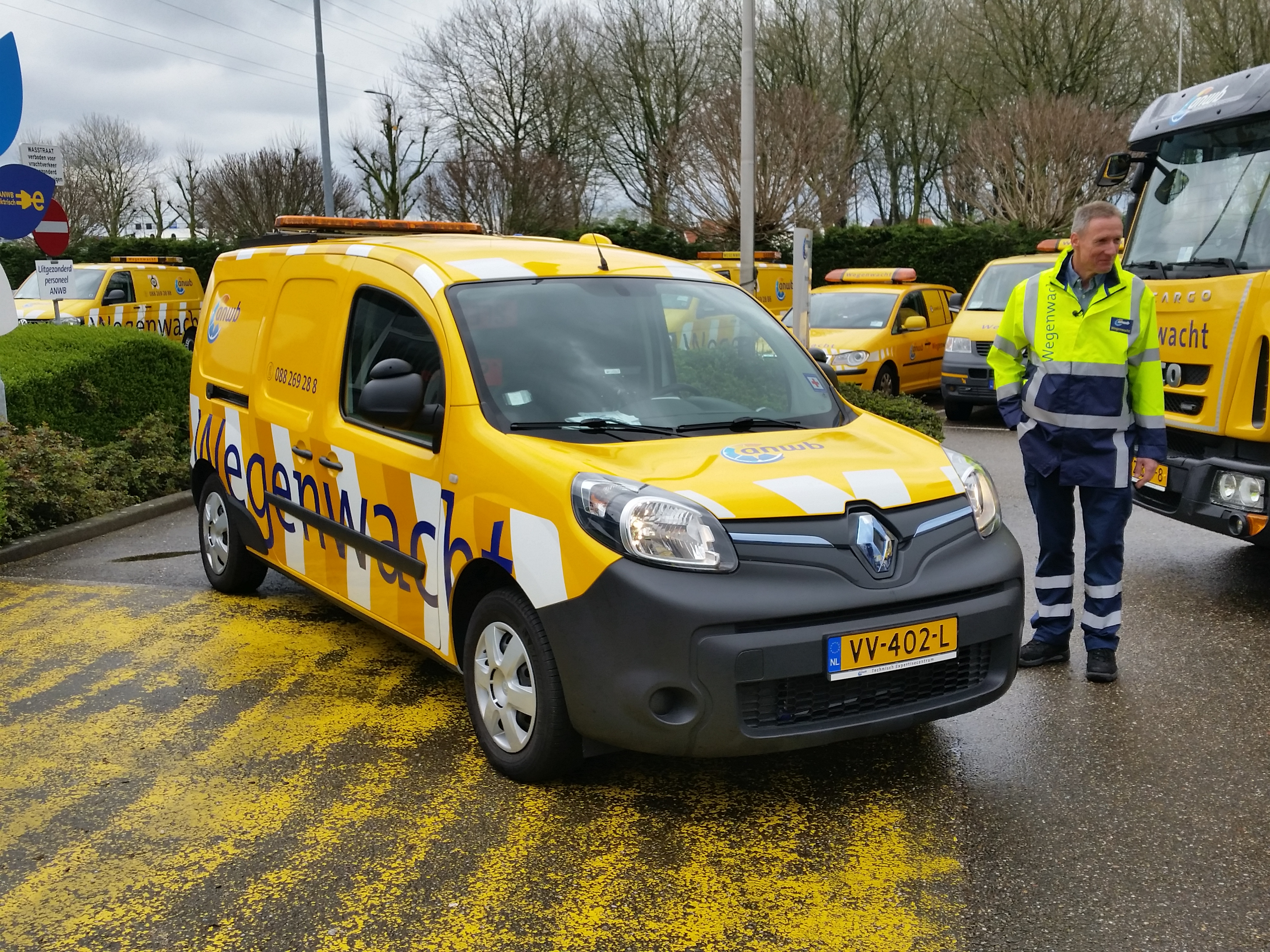
Renault Kangoo op waterstof

### Trivia
- een elektrisch model Renault Kangoo wordt als pausmobiel gebruikt op het buitenverblijf van de paus te Castel Gandolfo.

## Derde generatie (2021-heden)
In 2021 kwam de derde generatie van de Renault Kangoo op de markt. De Kangoo III is naast ludospace ook beschikbaar als bestelwagen. Daarnaast werd ook de Renault Express geïntroduceerd, een goedkopere gesloten bestelwagen als opvolger van de Dacia Dokker.
Om het inladen te vergemakkelijken heeft de bestelwagenvariant geen B-stijl aan de rechterzijde, waardoor de breedte van de laadopening 1,45 meter bedraagt. Vanaf 2022 wordt ook weer een elektrische versie van de Kangoo aangeboden.
De Kangoo III wordt ook onder de naam Nissan Townstar en Mercedes-Benz Citan verkocht.

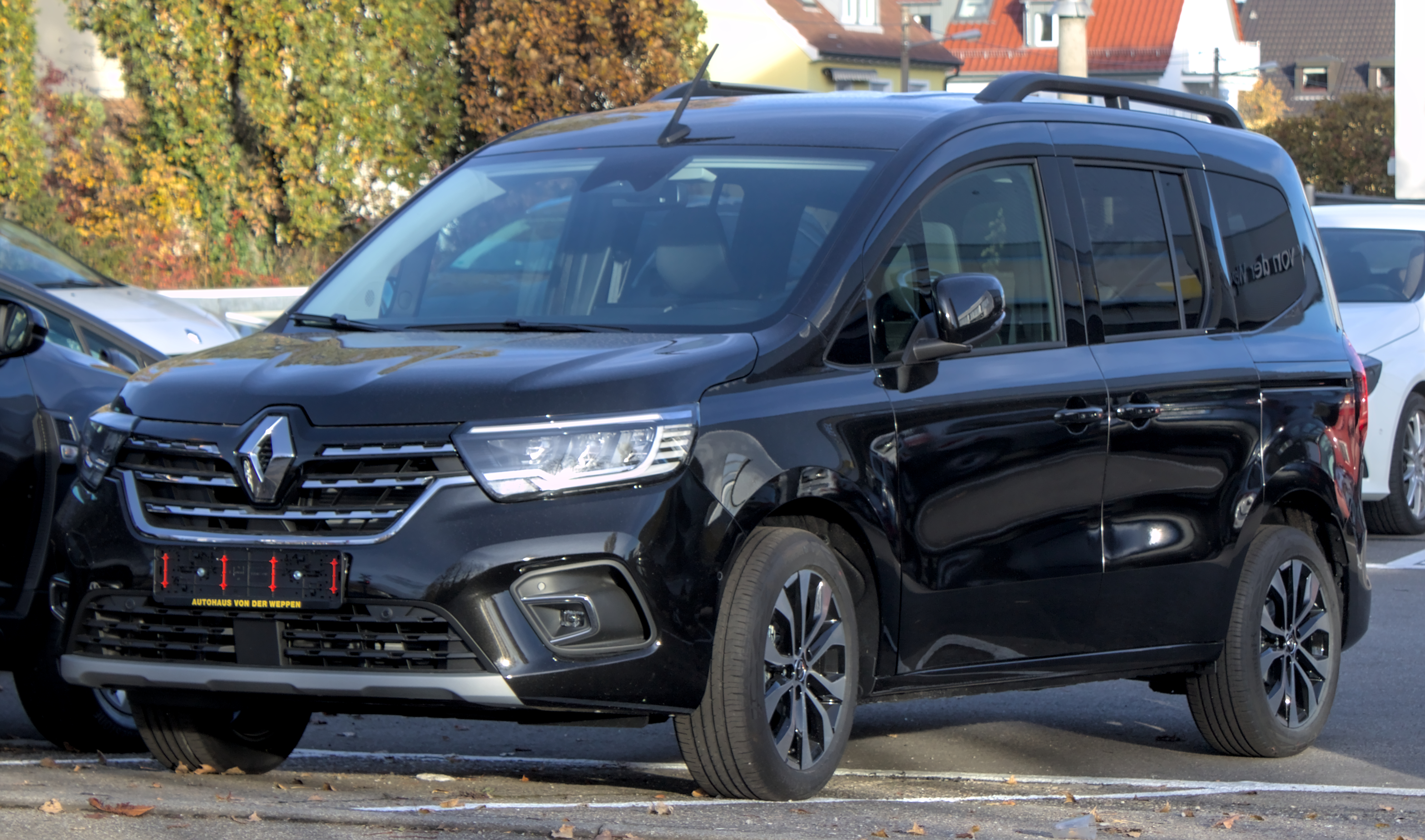
Renault Kangoo III
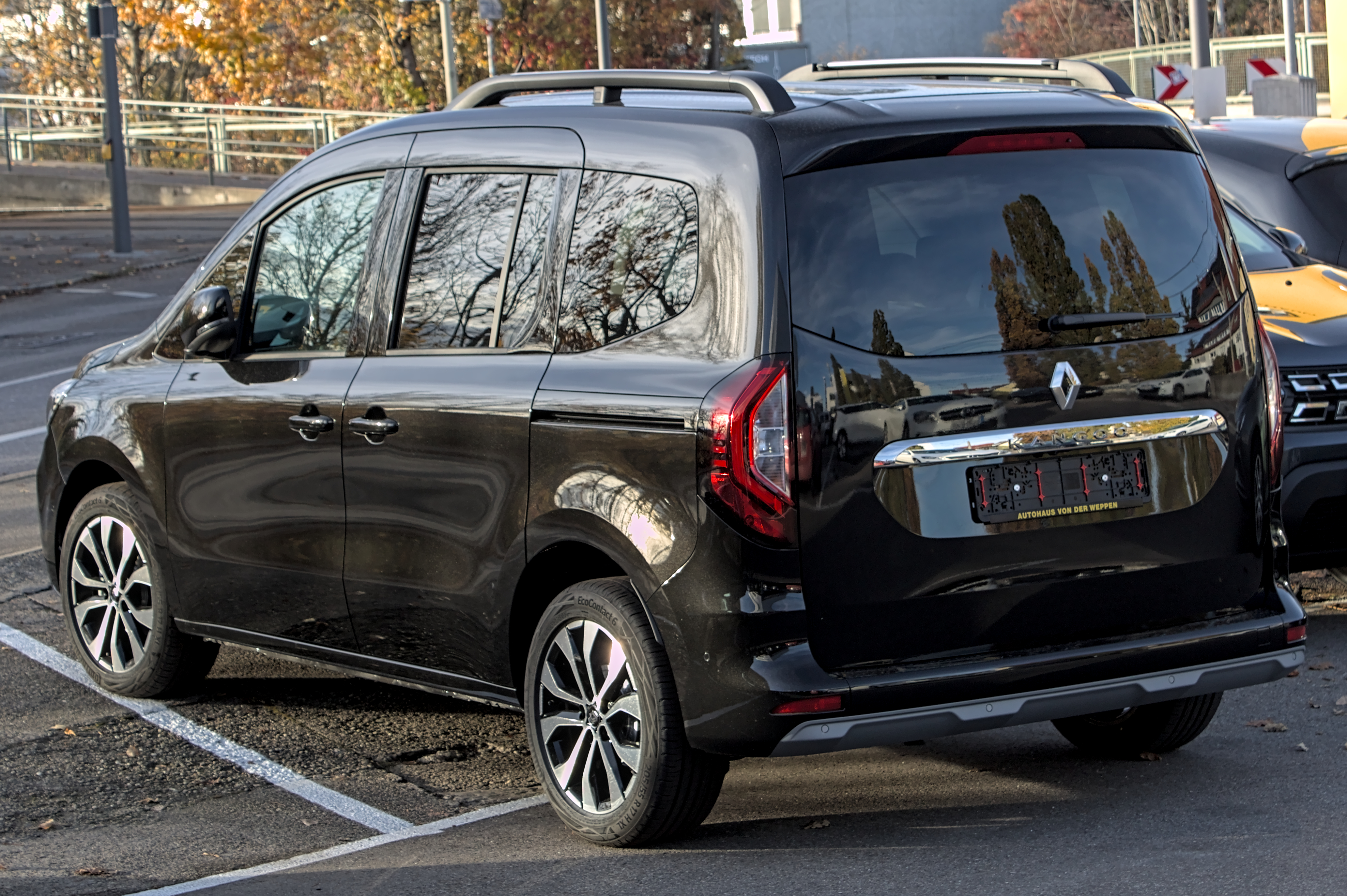
Renault Kangoo III, achteraanzicht
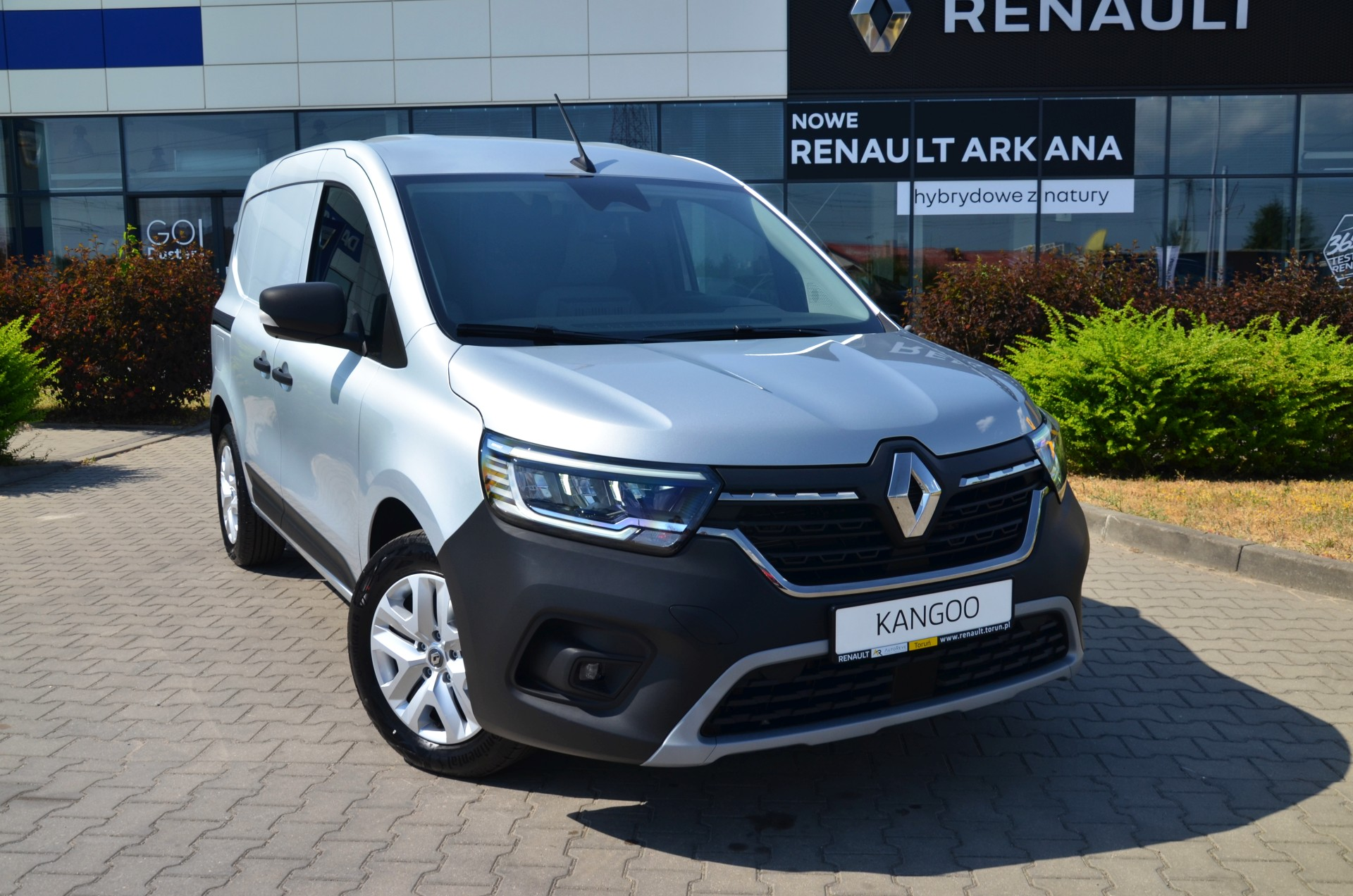
Renault Kangoo III bestelwagen
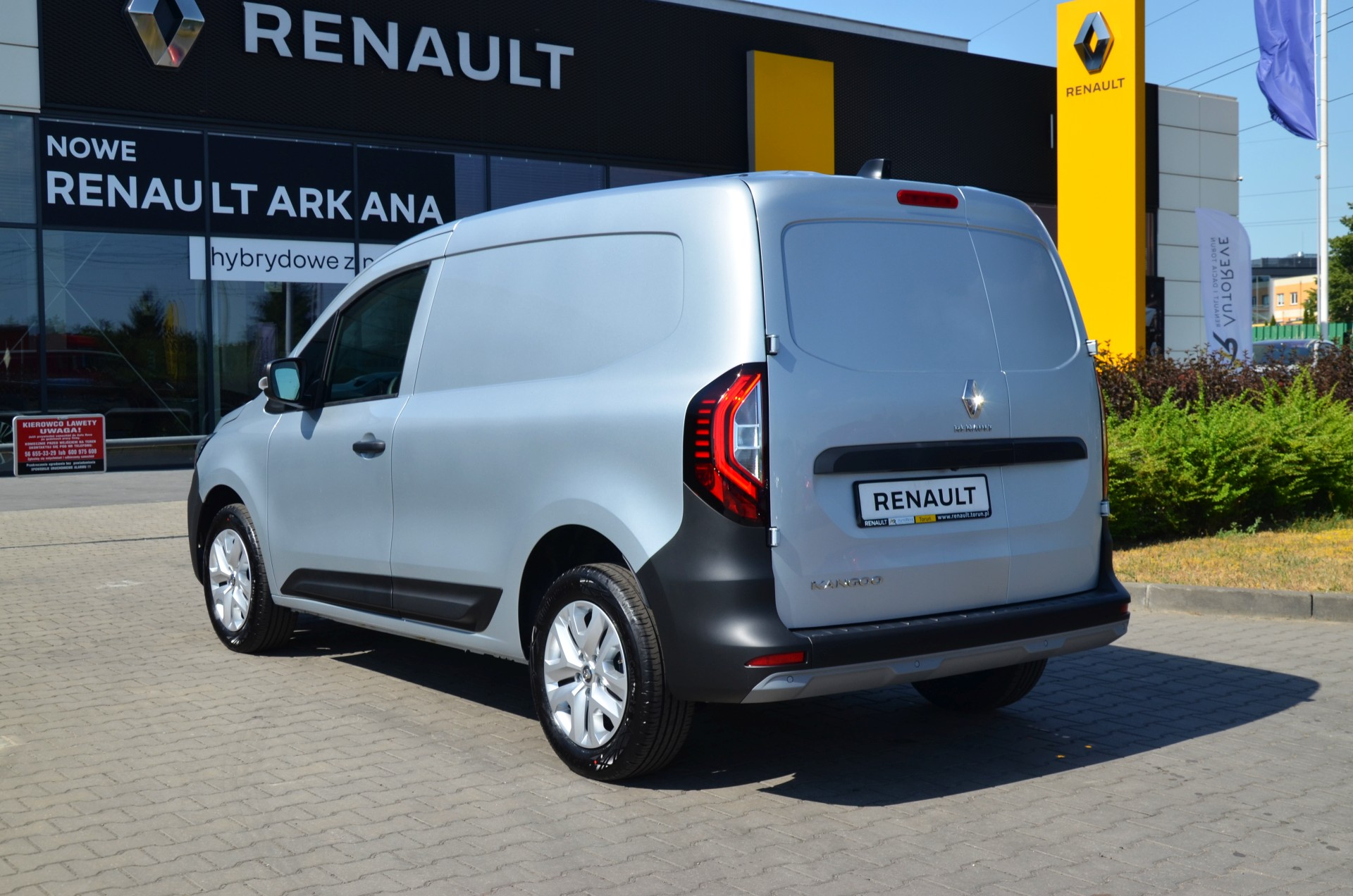
Renaut Kangoo III bestelwagen, achteraanzicht
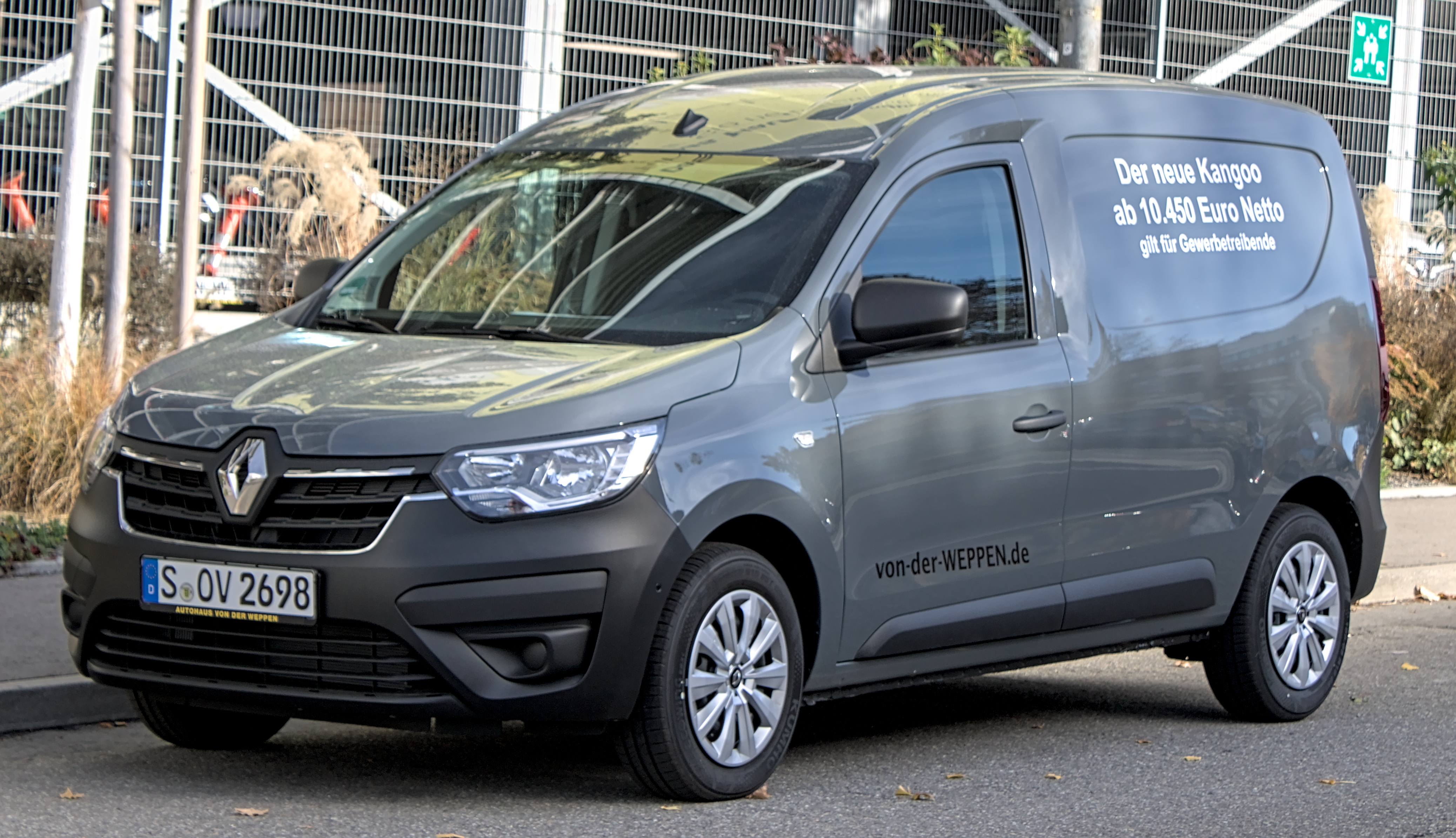
Renault Express
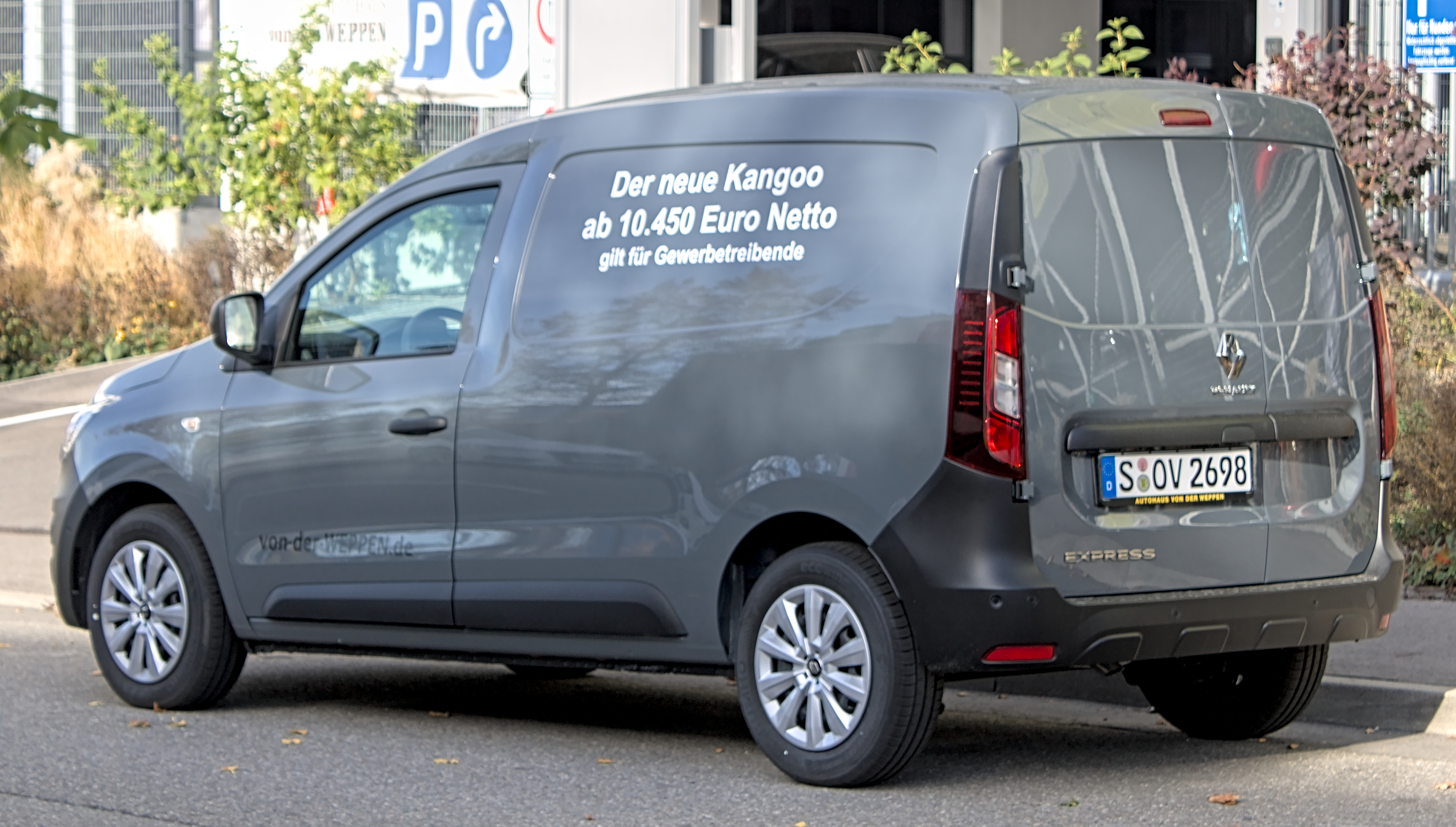
Renault Express, achteraanzicht